# Бад Маринберг (Вестервалд)
Бад Маринберг (њем. Bad Marienberg) град је у њемачкој савезној држави Рајна-Палатинат. Једно је од 192 општинска средишта округа Вестервалд. Према процјени из 2010. у граду је живјело 5.694 становника. Посједује регионалну шифру (AGS) 7143206.

## Географски и демографски подаци
Бад Маринберг се налази у савезној држави Рајна-Палатинат у округу Вестервалд. Град се налази на надморској висини од 470 метара. Површина општине износи 10,0 km². У самом граду је, према процјени из 2010. године, живјело 5.694 становника. Просјечна густина становништва износи 572 становника/km².

## Међународна сарадња
| Мјесто | Држава    | Врста сарадње | Од    |
| ------ | --------- | ------------- | ----- |
|        | Француска | партнерство   | 1964. |
| Извор  |           |               |       |